# 加茂周
加茂周（1939年10月29日—），日本足球運動員，教练，曾经率领日本國家足球隊参加1995年法赫德國王盃，1996年亞洲盃足球賽。